# Chronicon Helveticum

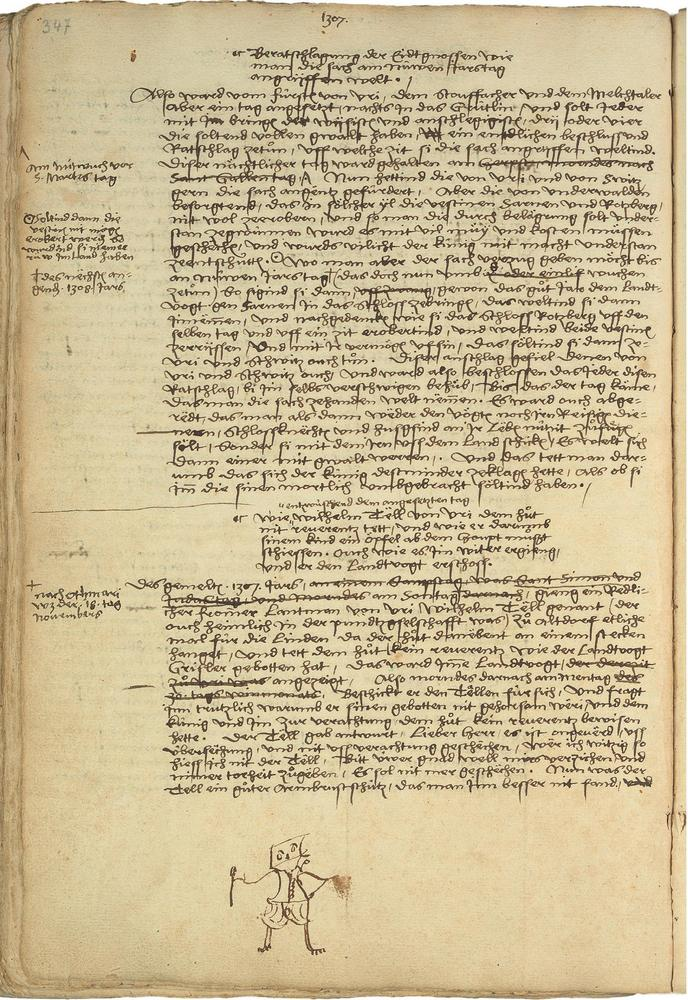
Handschriftliche Seite aus der ersten Fassung, um 1555 (Zentralbibliothek Zürich, Ms. A 58, S. 347). Auf der unteren Seitenhälfte befindet sich ein Bericht über den Apfelschuss von Wilhelm Tell. Der eingerückte Text ist eine einleitende Zusammenfassung der Ereignisse. Die Figur ganz unten ist im Duktus der Handschrift von Aegidius Tschudi skizziert und soll vermutlich Wilhelm Tell darstellen.

Das Chronicon Helveticum ist eine Chronik der Schweizer Eidgenossenschaft für die Jahre 1001 bis 1470. Sie wurde von dem Schweizer Chronisten und Historiker Aegidius Tschudi (1505–1572) in der Zeit von 1532 bis 1572 verfasst und lag ursprünglich nur handschriftlich vor. Die erste Druckausgabe erfolgte 1734 bis 1736.

## Entstehung und Inhalt
Tschudis Schweizer Chronik Chronicon Helveticum umfasst die Jahre 1001 bis 1470. Dazu sammelte er etwa 700 Urkunden sowie Überlieferungen aus verschiedenen Quellen, unter anderem aus dem Weissen Buch von Sarnen. Diese reichen von Schilderungen von Schlachten über patriotische Betonungen der Rolle des Landes Glarus, die von der Publizistik seiner Zeit geprägte Darstellung des Konzils von Konstanz bis hin zu persönlichen Erfahrungsberichten von Eidgenossen, die am Alten Zürichkrieg beteiligt waren.
Eine Frühfassung des Werks stammt aus den Jahren 1532 bis 1533. Die Chronik besteht aus zwei Teilen: Die sogenannte Urschrift zum Zeitabschnitt 1200 bis 1470 stammt aus den 1550er Jahren, oft wird 1534 bis 1536 angegeben. Der zweite Teil zum Zeitabschnitt 1000 bis 1370 ist die sogenannte Reinschrift. Diese ist ab 1568 bis zu Tschudis Tod 1572 entstanden. Seine Schweizerchronik blieb unvollendet.
Die Chronik blieb zu Tschudis Lebzeiten unveröffentlicht, sie wurde erst 1734 bis 1736 unter dem Titel Chronicon Helveticum von Johann Rudolf Iselin publiziert. Der ergänzende, topografisch aufgebaute Teil zum Zeitabschnitt vor 1000 folgte 1758 unter dem Titel Gallia Comata.

## Bedeutung

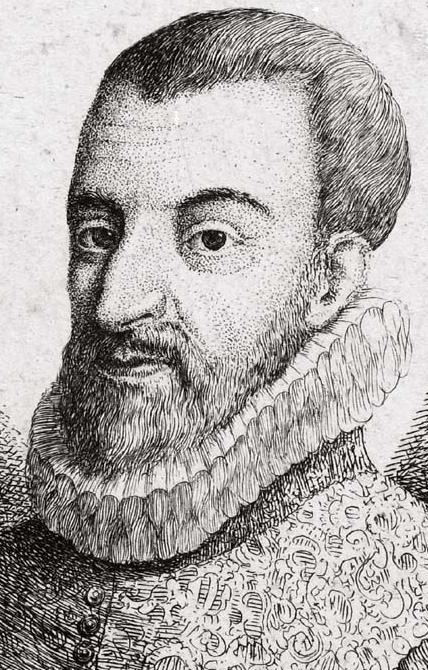
Aegidius Tschudi

Das Chronicon Helveticum gilt als das Hauptwerk von Tschudi. Es ist vergleichbar mit der «Bairischen Chronik» des Johannes Aventinus. Tschudis Geschichtswerk hat ein inhaltlich und chronologisch abgerundetes Konzept. Es prägte das schweizerische Geschichtsbild für lange Zeit. Tschudi legte die ersten Ereignisse der Befreiungstradition in die Jahre von 1301 bis 1307, den Rütlischwur auf Mittwoch vor Martini (8. November) 1307 und die Erstürmung der Burgen (den Burgenbruch) auf Neujahr 1308. Auf Tschudi gehen auch die inzwischen traditionellen Vornamen der Hauptfiguren zurück, die im 15. Jahrhundert nur nach ihrem Geschlecht bzw. ihrer Herkunft benannt waren, so wird Tell (im Weissen Buch von Sarnen noch Thall und Tall) zu Wilhelm Tell und die drei Eidgenossen werden von dem «Stoupacher» zu Werner Stauffacher, vom «Fürst aus Uri» zu Walter Fürst und «der aus dem Melchi» wird zu Arnold von Melchtal. Durch die zeitliche Eingliederung schuf Tschudi eine Verbindung zur Ermordung des verhassten, habsüchtigen und tyrannischen König Albrecht I. Tschudis (falsche) Datierungen blieben bis ins 19. Jahrhundert gültig. Tschudi rechtfertigte damit die eidgenössische Staatsbildung mit dem Widerstand gegen die Gewaltherrschaft, der zur Bewahrung des bedrohten Landfriedens und auch zur Wiederherstellung des alten freien Helvetien notwendig war.
Nach den Veröffentlichungen durch Iselin wurde Tschudi von Beat Fidel Zurlauben 1760 als «père de l’histoire helvétique» (deutsch: Vater der Schweizer Geschichte) bezeichnet. Tschudi hatte neben anderen Texten auch die Erzählung über Wilhelm Tell aus dem Weissen Buch von Sarnen übernommen. Doch erst aufgrund seiner Chronik gewann die Sage weite Verbreitung. Friedrich Schiller bediente sich später unter anderem dieser Quellensammlung für sein gleichnamiges Drama von 1804.
Tschudis Nachlass mit den Werkmanuskripten sowie Kollektaneen verblieb nach seinem Tod in Familienbesitz auf Schloss Gräpplang und wurde 1767/1768 zum Teil an die Stadt Zürich und zum Teil an das Kloster St. Gallen verkauft. Die Handschriften des Chronicon Helveticum befinden sich heute in der Zentralbibliothek Zürich (Ms. A 58).

## Ausgaben

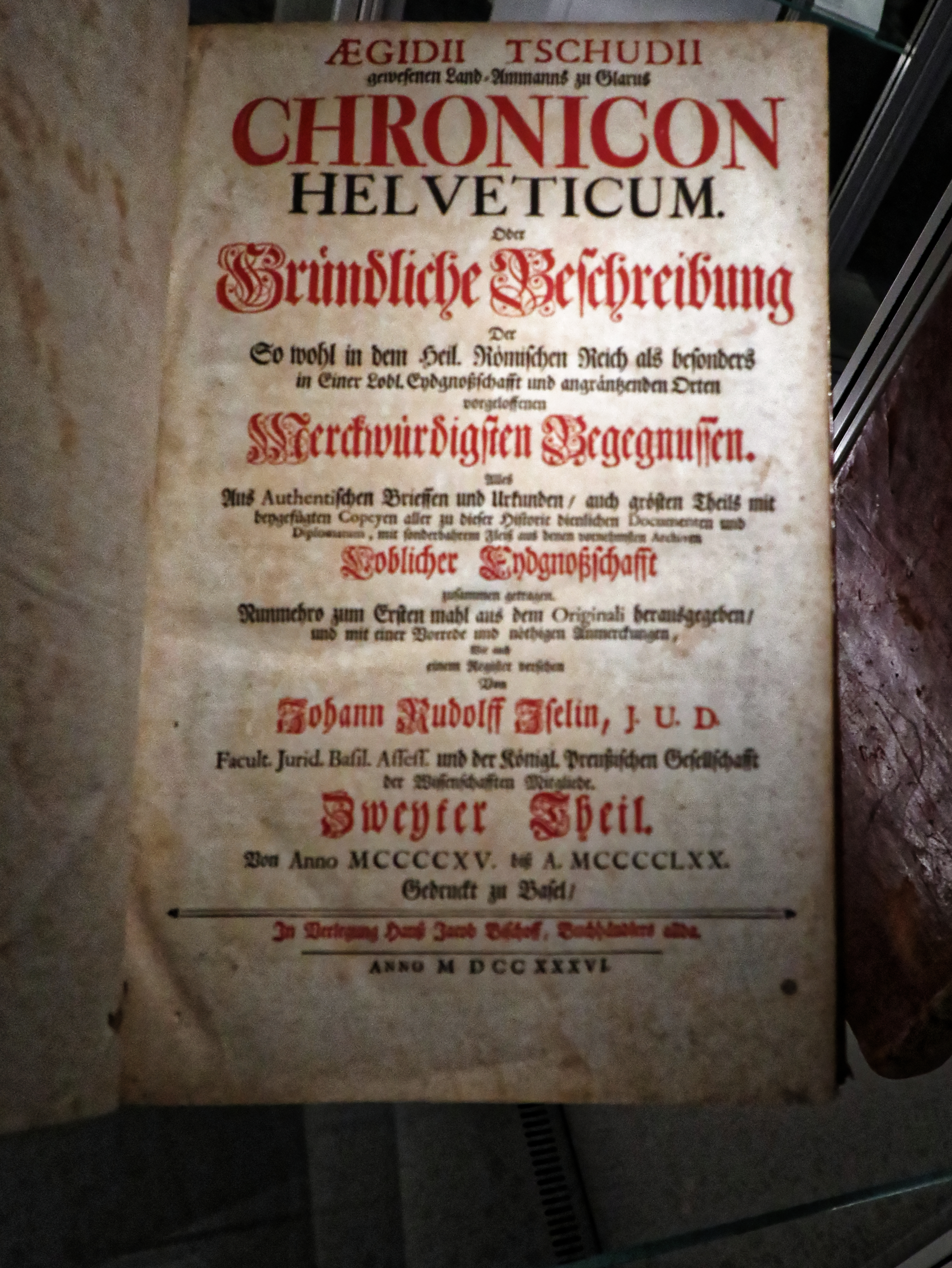
Titelseite der Ausgabe von Johann Rudolf Iselin im Landesmuseum Zürich

- erste, handschriftliche Fassung, Zentralbibliothek Zürich, Ms. A 58.
- 1734 und 1736 erschien die erste Druckausgabe durch Johann Rudolf Iselin (1705–1779) in zwei Teilen. Das Deckblatt des ersten Teils ist beschriftet mit: «Aegidii Tschudii / gewesenen Land-Ammanns zu Glarus / Chronicon Helveticum. / Oder / Gründliche Beschreibung / Der / So wohl in dem heil. Römischen Reich als besonders in Einer Lobl. Eydgenossenschaft und angränßenden Orten vorgeloffenen / Merkwürdigsten Begegnussen. / Alles / Aus Authentischen Brieffen und Urkunden / auch grösten Theils mit beygefügten Copeyen aller zu dieser Historie dienlichen Documenten und Diplomatum, mit sonderbahrem Fleiß aus denen vornehmsten Archiven / Loblicher Eydgenoßschafft / zusammen getragen. Nunmehro zum Ersten mahl aus dem Originali herausgegeben und mit einer Vorrede und nöthigen Anmerckungen / Wie auch einem Register versehen / Von / Johann Rudolf Iselin / J.U.D / Facult. Jurid. Basil. Assess. und der Königl. Preußischen Gesellschafft der Wissenschafften Mitgliede. / Erster Theil / Von Anno M. biß A. MCCCCXV. / Gedruckt zu Basel / In Verlegung Hanß Jacob Bischoff, Buchhändlers allda. / Anno M DCCXXXIV.»
  - Chronicon Helveticum. Erster Theil. Von Anno 1000 bis A. 1415. Basel 1734. Digitalisat vom Münchener Digitalisierungszentrum.
  - Chronicon Helveticum. Zweyter Theil. Von Anno 1415 bis A. 1470. Basel 1736. Digitalisat vom Münchener Digitalisierungszentrum.
- Die Allgemeine Geschichtforschende Gesellschaft der Schweiz brachte von 1974 bis 2001 in der Reihe Quellen zur Schweizer Geschichte, bearbeitet von Peter Stadler (nur Band 1) und Bernhard Stettler, eine historisch-kritische Ausgabe in 22 Teilbänden nebst mehreren Hilfsmittel- und Registerbänden, total über 8000 Seiten, heraus:
  - Aegidius Tschudi: Chronicon Helveticum. Hrsg.: Allgemeine Geschichtsforschende Gesellschaft der Schweiz, 22 Bände, Band 1–3: Selbstverlag der Allgemeinen Geschichtforschenden Gesellschaft der Schweiz, Stadt- und Universitätsbibliothek, Bern; ab Band 4: Kommissionsverlag Krebs, Basel, 1968–2001.
Digitalisat auf e-Helvetica: 23 PDF-Dateien mit den 22 Teilbänden und dem Tschudi-Vademecum, Annäherungen an den Aegidius Tschudi und sein «Chronicon Helveticum».